# Herbert Kemmer
Herbert Kemmer, född 13 maj 1905 i Berlin, död 10 december 1962, var en tysk landhockeyspelare.
Kemmer blev olympisk silvermedaljör i landhockey vid sommarspelen 1936 i Berlin.